# Parcul Titănel (Titanii)
Parcul Titănel este un parc situat în nord-estul Bucureștiului,aflat în cartierul Titan,sectorul 3. 
Istoria parcului "Titanii" nu este cunoscută și de obicei fiecare cetățean are propia părere despre povestea parcului, dar locuitorii din zonă au descris ca fiind amenajat între anii 1975-1977. Parcul are o suprafață de aproximativ cinci hectare și este delimitat de Bulevardul Nicolae Grigorescu (intrarea principală) și străzile Burdujeni și Prisaca Dornei. Parcul "Titanii" a avut mai multe denumiri de-a lungul timpului, cele mai populare fiind „Titănel”, cum îi spun chiar și astăzi locuitorii din zonă, dar și Parcul Copiilor, fiindcă era inițial dedicat aproape în întregime copiilor.

## Istorie
Parcul a fost amenajat împreună cu cartierul Titan în perioada anilor 70.
În anii `90 în parc exista o fântână arteziană în jurul căreia se strângea multă lume. Tot în perioada aceea funcționa și Teatrul de Vară, pe scena căruia se țineau numeroase spectacole pentru copii (magie, teatru, circ, concursuri de pictură sau poezie și diverse alte evenimente). Teatrul de Vară dispunea și de un spațiu larg cu aproximativ 70 de scaune pentru spectatori. Chiar la intrare exista și un parc de distracții foarte mic, dotat cu un carusel cu căluți, trambulină, buburuze rotative, ponei și căluți din plastic. Exista, totodată, și un traseu scurt cu un trenuleț. Aici se vindea și vată de zahăr în diverse culori și forme.
În trecut, într-unul dintre spațiile de joacă, exista o construcție cilindrică înaltă de aproximativ 15 metri din care ieșeau trei tobogane. Copiii se mai bucurau foarte mult să treacă pe sub picioarele personajelor din desenele animate. La fiecare intersecție din parc, era amplasat un personaj din desenele animate, făcut din tablă și înalt de aproximativ 20 de metri. Acestea au fost gândite ca să întâmpine oamenii ce intrau în parc, dar să îi bucure și în timp ce se plimbau pe alei.
După anul 2000, parcul a trecut prin foarte multe transformări și restaurări, prima fiind schimbarea numelui în parcul Titanii. Principala atracție a parcului o reprezintă „Aleea Celebrităților”, care se află la intrarea în parc și imită aleea cu același nume, din Hollywood, Statele Unite ale Americii. Această alee este pavată și au fost transpuse stele cu numele „titanilor literaturii și artei românești”. Aici se găsesc nume ca Mihai Eminescu, Ion Luca Caragiale, Constantin Brâncuși, Lucian Blaga sau Ion Minulescu. Pe fiecare stea este trecut numele, împreună cu data nașterii și data decesului.

## Prezent
Există opt terenuri de joacă pentru copii,dintre care trei terenuri de baschet, un teren de volei, tenis de picior, două terenuri de fotbal și trei terenuri de tenis, toate fiind cu intrare liberă. 
În parc există  trei fântâni arteziene. Prima este amplasată la intrarea principală din parc, are aproximativ 10 metri lungime și este o construcție dreptunghiulară, din care țâșneșc cinci jeturi de apă. A doua este amplasată la o intrare laterală din parc și este o construcție rotundă, din care țâșnește un singur jet de apă din mijloc. A treia fântână este o construcție rotundă din piatră, plină cu apă și adâncă de aproximativ un metru. Fântâna are pe marginile sale niște platforme înalte și groase din piatră de asemenea, fântâna mai are cinci platforme așezate una deasupra celeilalte, iar din cea mai înaltă curge apă pe fiecare platformă în parte până ajunge în fântână. Lângă terenurile de baschet și de volei există două acvarii mari cu pești, integrate în pereții unei clădiri mici, care este mereu închisă iar Peștii au diverse mărimi, forme și culori.
La intrarea principală în parc din bulevardul Nicolae Grigorescu, există o construcție înaltă din lemn, în formă de cerc, iar la bază, sunt foarte multe bănci una lângă alta.Teatru de Vară, nu mai funcționează și acum este o ruină, iar ulterior a fost demolat împreună cu toate scaunele sale. Aleeile parcului sunt umplute cu caravane care vând înghețată, răcoritoare sau mâncare.